# (5217) Chaozhou
(5217) Chaozhou est un astéroïde de la ceinture principale.

## Description
(5217) Chaozhou est un astéroïde de la ceinture principale. Il fut découvert le 13 février 1966 à Nanking par l'observatoire de la Montagne Pourpre. Il présente une orbite caractérisée par un demi-grand axe de 2,38 UA, une excentricité de 0,16 et une inclinaison de 2,9° par rapport à l'écliptique.

## Compléments